# La Vie moderne (album)
Pour les articles homonymes, voir La Vie moderne.
Albums de La Grande Sophie
Cet instant
(2019)
La Vie moderne est le neuvième album de La Grande Sophie. Il est sorti en janvier 2023 et marque ses 25 ans de carrière.

## Genèse
La Grande Sophie sort le premier extrait de cet album en mai 2022 (La Mer), un premier titre très pop. Elle dévoile ensuite début septembre 2022  un second titre, (Vendredi), un morceau funky et enjoué.
Initialement prévu pour une sortie en octobre 2022 , l'album est finalement décalé à janvier 2023. L'objectif est d'éviter l’afflux des sorties dues aux décalages liés à la crise sanitaire.
L'album a été réalisé principalement à domicile par La Grande Sophie, y compris les arrangements. L'enregistrement a ensuite été réalisé dans plusieurs petits studios.

## Caractéristiques de l'album

### Écriture, réalisation des chansons
L'album est majoritairement dans une teinte pop/rock, plus épuré et moins marqué par le guitare électrique que les précédents. Elle souhaitait se rapprocher de la guitare acoustique : « tout au long de l’écriture, je me suis imaginée autour d’un feu de camp. Le monde virtuel, c’est un monde plus froid. J’avais besoin de chaleur. »
Il s'ouvre avec le titre Ensemble, composé lors des premiers jours du confinement et partagé sur les réseaux sociaux pour redonner du courage aux gens. 
Dans cet album, La Grande Sophie met met de plus en plus en avant sa voix qui est solide et large, utilisant par exemple les aigus de sa voix de tête sur le titre Sauvage. 

### Thèmes
L'album est centré sur l'analyse du temps qui passe. Elle le voit comme  « un grand écart entre deux époques que j’ai envie de relier ».

### Pochette et thème graphique
Pour la première fois, La Grande Sophie a réalisé elle-même la pochette de disques CD et vinyle. La pochette est à l'image du disque, le mélange d'une des premières technologies photo existante et un objet moderne.  
« Elle a mêlé la première technique photographique, le cyanotype, un monochrome bleu, à la technologie contemporaine de son téléphone pour mieux se positionner dans cette vie et retrouver son présent. La vie moderne en somme. »
La Grande Sophie a découvert cette technique pendant le confinement.

## Promotion
La Grande Sophie part en tournée pour La Vie Moderne Tour à partir de mars 2022 jusqu'au mois de juin 2023.

## Classements
| Pays          | Meilleure position |
| ------------- | ------------------ |
| France (SNEP) | 9                  |

## Fiche technique

### Liste des titres
Toutes les chansons sont écrites et composées par La Grande Sophie.
| La vie moderne | La vie moderne             | La vie moderne | La vie moderne | La vie moderne | La vie moderne | La vie moderne | La vie moderne | La vie moderne | La vie moderne |
| No             | Titre                      | Durée          |                |                |                |                |                |                |                |
| -------------- | -------------------------- | -------------- | -------------- | -------------- | -------------- | -------------- | -------------- | -------------- | -------------- |
| 1.             | Ensemble                   | 3:06           |                |                |                |                |                |                |                |
| 2.             | La Mer                     | 3:25           |                |                |                |                |                |                |                |
| 3.             | La Vie moderne             | 2:58           |                |                |                |                |                |                |                |
| 4.             | Les au revoir              | 2:47           |                |                |                |                |                |                |                |
| 5.             | Un roman                   | 2:59           |                |                |                |                |                |                |                |
| 6.             | Le Pouvoir de la fiction   | 2:36           |                |                |                |                |                |                |                |
| 7.             | L'Escalier                 | 2:09           |                |                |                |                |                |                |                |
| 8.             | Vulgaire                   | 2:40           |                |                |                |                |                |                |                |
| 9.             | Sauvage                    | 2:50           |                |                |                |                |                |                |                |
| 10.            | Vendredi                   | 2:34           |                |                |                |                |                |                |                |
| 11.            | Voir les gens pleurer      | 3:46           |                |                |                |                |                |                |                |
| 12.            | Des montagnes de souvenirs | 2:47           |                |                |                |                |                |                |                |
| 34:37          |                            |                |                |                |                |                |                |                |                |

### Crédits
- La Grande Sophie - paroles et musiques, pochette
- Jan Ghazi - directeur artistique